# Sarah Murphy (biathlon)
Pour les articles homonymes, voir Murphy et Sarah Murphy.
Sarah Jane Spidy Murphy, née le 16 février 1988 à Banff (Canada), est une biathlète et fondeuse néo-zélandaise, d'origine canadienne.

## Biographie
Sarah Murphy, a commencé le biathlon à l'âge de 13 ans, après une fracture au coude et sous l'influence de ses parents, amateurs de ski de fond. Membre du club de Canmore, elle fait ses débuts internationaux en 2007 aux Championnats du monde jeune, prenant la sixième place du relais avec l'équipe canadienne, tandis qu'elle se classe douzième du sprint. En 2008, elle déménage en Nouvelle-Zélande, pays dont elle possède aussi la nationalité (par sa mère) et se base à Wanaka. Elle s'investit également dans le développement du ski de fond, entraînant des jeunes athlètes à Snow Farm.
Elle aborde la saison 2008-2009 en représentant désormais les couleurs néo-zélandaises et apparait en Coupe du monde à Östersund, puis aux Championnats du monde junior à Canmore, où elle décroche une quatorzième place sur l'individuel, et enfin aux Championnats du monde sénior à Pyeongchang.
Elle enregistre les meilleurs résultats de sa carrière en Coupe du monde lors de la saison 2009-2010, avec deux top 50 en janvier à Oberhof (45e) et Antholz-Anterselva (47e). Le mois suivant, elle  représente la Nouvelle-Zélande aux Jeux olympiques de Vancouver, dans son pays d'origine, pour se classer deux fois 81e. Murphy est donc la première biathlète néo-zélandaise à participer aux Jeux olympiques  ainsi qu'à figurer au niveau international.
Entre 2011 et 2013, elle ajoute trois participations aux Championnats du monde à son actif, terminant au mieux 78e sur le sprint en 2012 à Ruhpolding.
En IBU Cup, elle compte un seul top vingt à son palmarès, lors de la saison 2012-2013 à Ostrov (19e). En 2014, alors qu'elle remplissait pourtant les critères du CIO, elle n'obtient pas de deuxième sélection olympique, car sa fédération choisit de ne pas honorer ce quota. Elle met un terme à sa carrière sportive à l'issue de cet hiver.
En ski de fond, elle prend part aux Championnats du monde 2013 à Val di Fiemme et dispute également une course de Coupe du monde en 2013 à Davos.
En 2019, elle est recrutée par Biathlon Canada, la fédération nationale de biathlon, en tant que coordinatrice de la performance.

## Palmarès en biathlon

### Jeux olympiques d'hiver
| Épreuve / Édition          | Individuel | Sprint | Poursuite | Départ groupé | Relais |
| Jeux olympiques 2010 Pékin | 81e        | 81e    | —         | —             | —      |

### Championnats du monde
| Édition / Épreuve    | Individuel | Sprint | Poursuite | Mass start | Relais | Relais mixte |
| -------------------- | ---------- | ------ | --------- | ---------- | ------ | ------------ |
| Pyeongchang 2009     | 100e       | 100e   | —         | —          | —      | —            |
| Khanty-Mansiïsk 2011 | 87e        | 84e    | —         | —          | —      | —            |
| Ruhpolding 2012      | 85e        | 78e    | —         | —          | —      | —            |
| Nové Město 2013      | 93e        | 89e    | —         | —          | —      | —            |

Légende :

— : n'a pas participé à cette épreuve

## Palmarès en ski de fond

### Championnats du monde
| Épreuve / Édition           | Sprint                           | Sprint    | 10 km | 10 km                            | Skiathlon 2 × 7,5 km | 30 km | Relais | Relais   |
| Épreuve / Édition           | libre                            | classique | libre | classique                        | Skiathlon 2 × 7,5 km | 30 km | Sprint | 4 × 5 km |
| Mondiaux 2013 Val di Fiemme | Épreuve inexistante à cette date | -         | 80e   | Épreuve inexistante à cette date | 67e                  | -     | —      | —        |

Légende :
- : pas d'épreuve
- — : non disputée par Murphy